# Геддесдорф

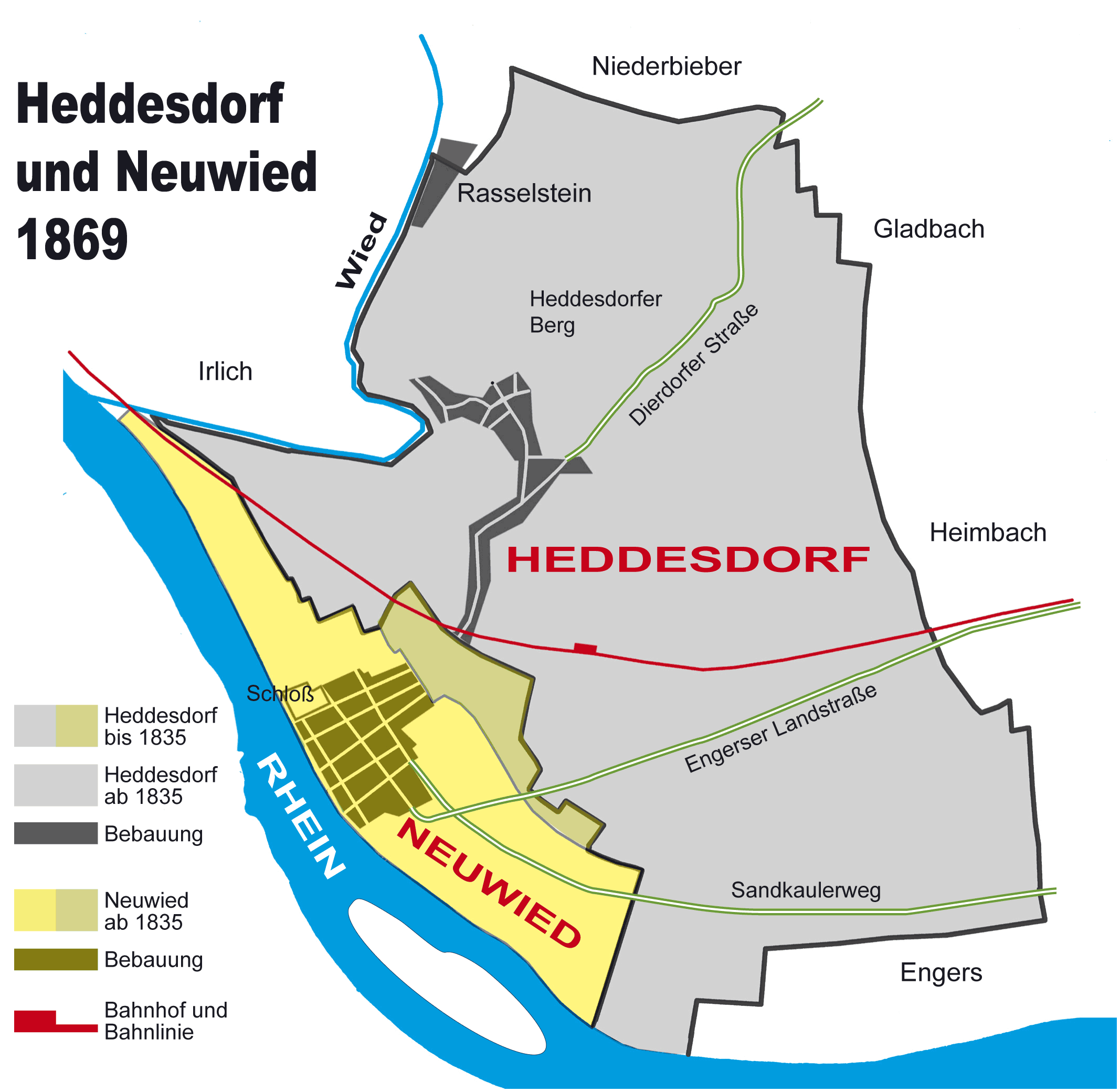
План Геддесдорфа

Геддесдорф (нім. Heddesdorf) — район і місцевий район Нойвіда у Німеччині, розміщений на півночі землі Рейнланд-Пфальц. Геддесдорф був незалежним муніципалітетом, доки за угодою про об'єднання 1904 року Геддесдорф був включений до складу міста Нойвід. У Геддесдорфі, як одній із двох частин так званого «старого міста Нойвід» — первісне місто Нойвід тепер називають внутрішнім містом — сьогодні проживає 11 773 жителі, а 12 390 — у центрі міста (станом на червень 30.06.2020).

## Історія

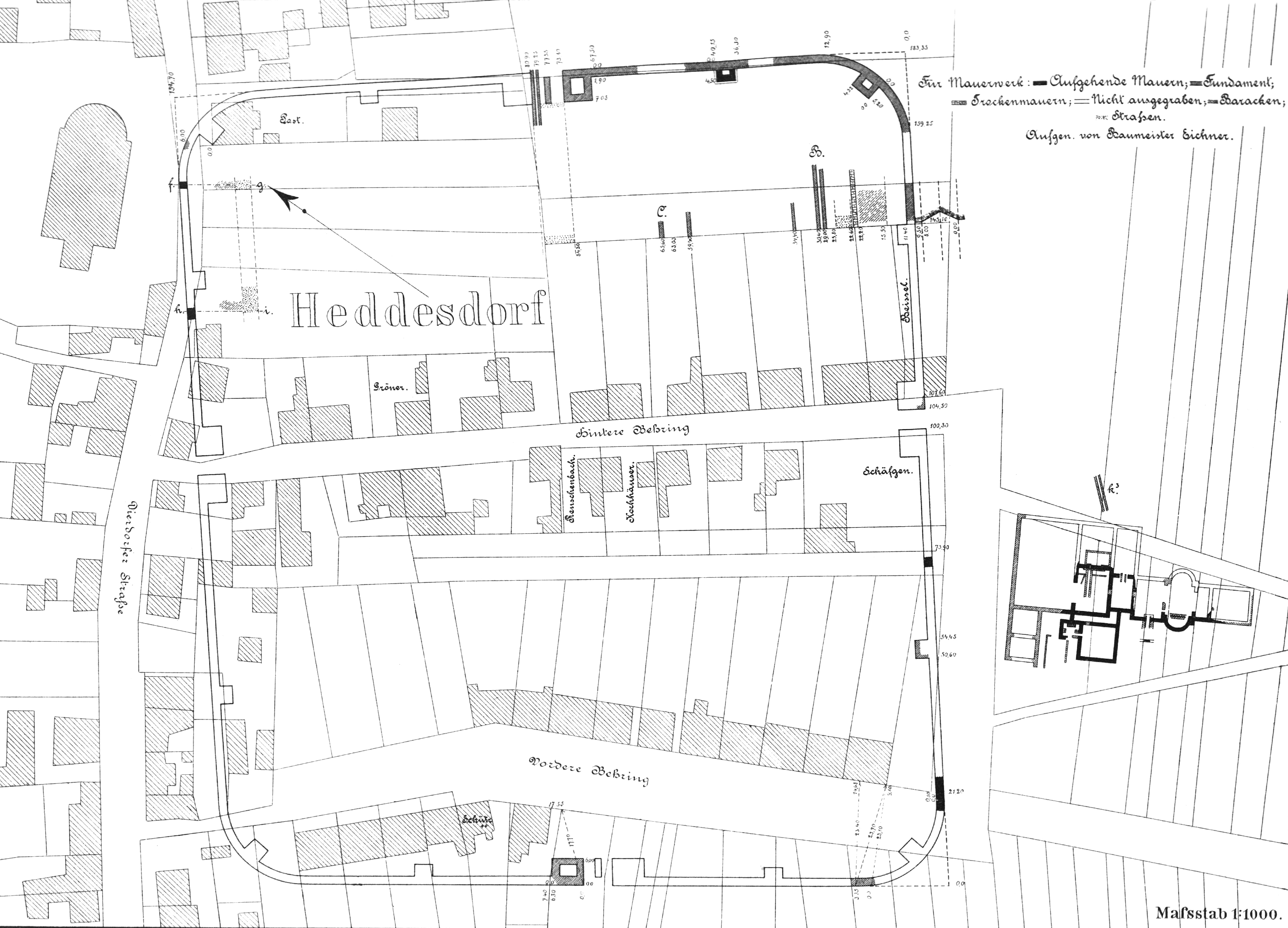
Поверховий план Форт в Геддесдорфі. (1898)

Можна припустити, що як і вся територія в басейні Нойвіда, Геддесдорф також використовувався як поселення ще в часи магдаленської культури. Перше поселення в історичні часи було створене Римською імперією приблизно з 90 року нашої ери, ймовірно, до 190 року нашої ери, коли в сучасному районі Геддесдорфа існував форт когорти.Серед іншого, на місці сучасної протестантської церкви Геддесдорф і колишнього римського форту були знайдені гробниці періоду Меровінгів.

### Заснування і Середньовіччя

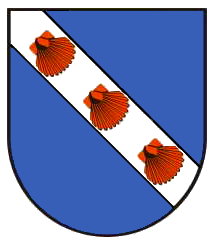
Герб Геддесдорфа

Ядром Геддесдорфа був, ймовірно, вільний від імперії франконський Зальгоф із власною церквою, яка була додана пізніше. 25 грудня 962 року Бруно I Великий, архієпископ Кельна, брат і імперський канцлер Оттона Великого, подарував цю церкву в «Геденестгорпі» в «Енгерсгау» кельнському монастиреві Св. Цецилії.
Закінчення назви «дорф» відноситься до заснування в період франконського поселення 7-8 століття. Частина «Геддес», ймовірно, походить від імені засновника. Сім'я Геддесдорфів вперше з'явилася 30 червня 1218 року в акті дарування від Генріха фон Ізенбурга, коли Крафто де Гетенсдорф був названий свідком. Тут також вперше задокументовано герб Геддесдорфа, який має білу діагональну смугу на блакитному тлі з трьома червоними гребінцями, як ймовірне посилання на паломництво.

## Розміщення

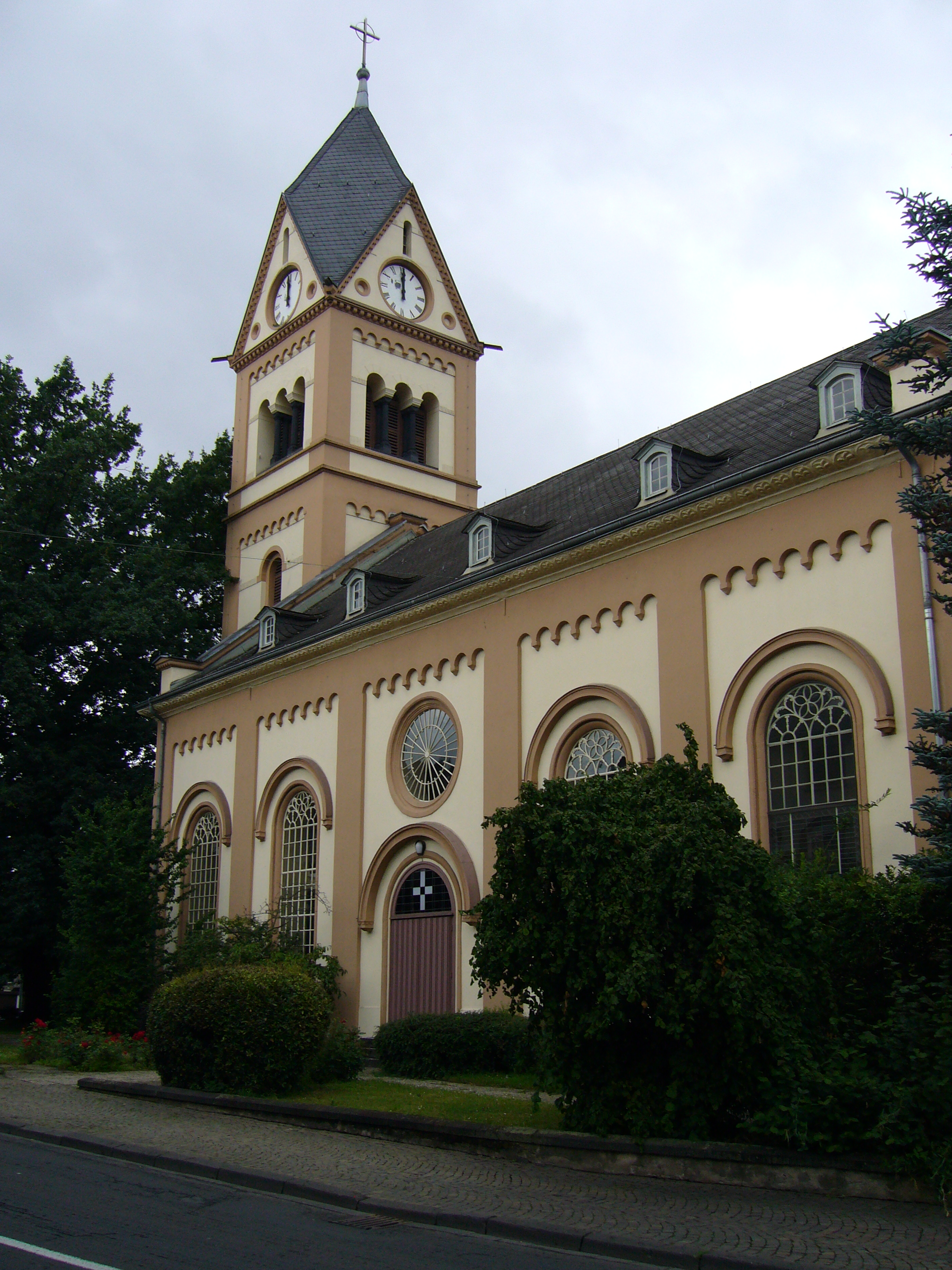
Геддесдорфська євангельська церква на Дірдорфській вулиці

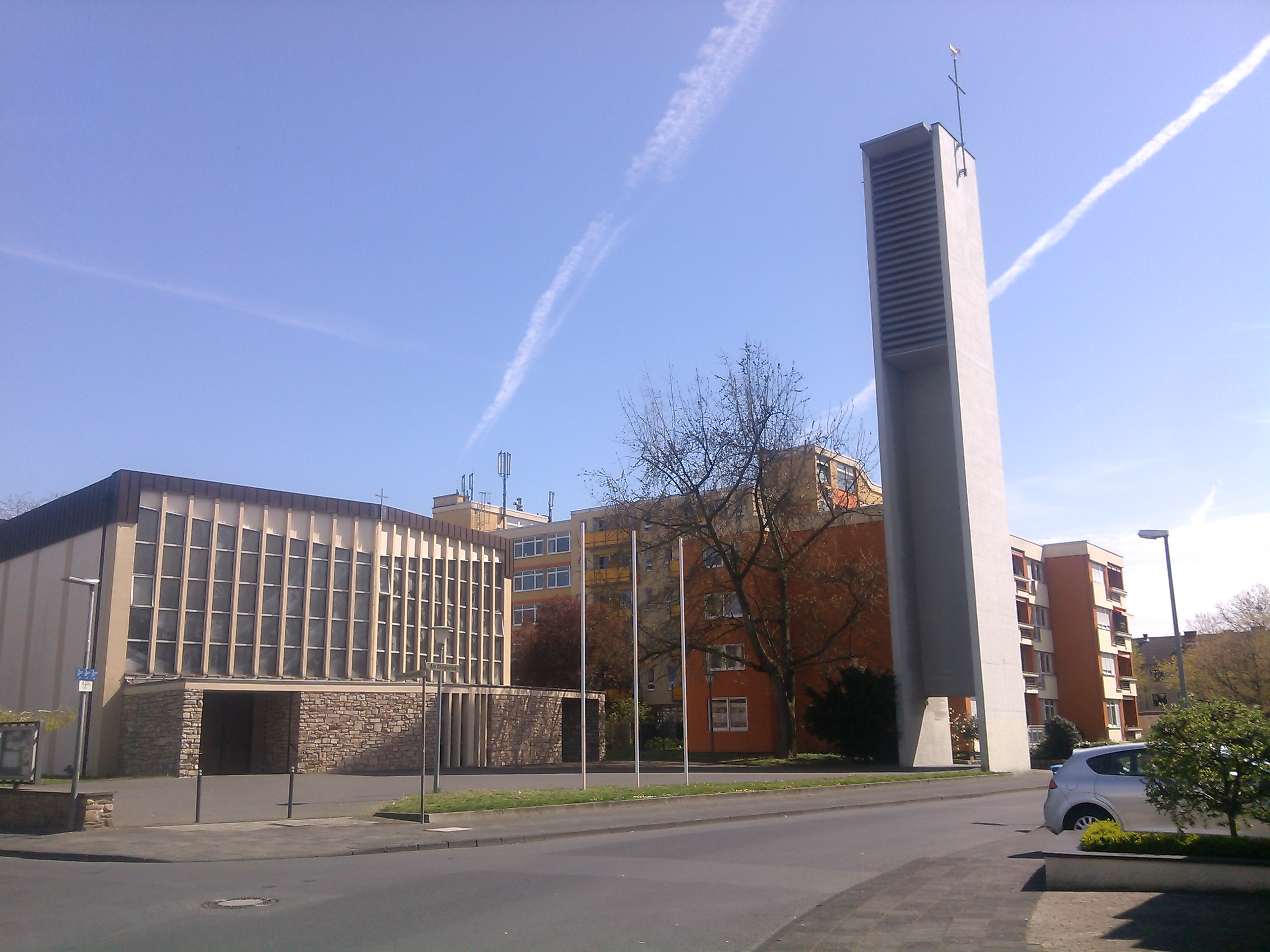
Церква Пресвятої Діви Марії

Геддесдорф межує на заході з районами Від і Нойвід Ірліх, на півночі з районами Нідербібер і Торней, на сході з районами Блок і Гаймбах-Вайс і на півдні з центром міста, який відокремлює Геддесдорф від центру міста, до берега Рейну близько двох кілометрів.
Територія в основному складається з:
- Старий-Геддесдорф є місцем зародження міста з найстарішими будинками та старовинною Геддесдорфською євангельською церквою[de]. Коли Геддесдорф згадують до 1955 року, то мають на увазі саме цей район.
- Кільцева вулиця Райффайзена (Raiffeisenring) була створена у 1960-х роках як житловий район із садівництвом, трьома висотними будинками середнього розміру та місцевою інфраструктурою електропостачання.
- Геддесдорфська Гора (Heddesdorfer Berg) — це житловий район на помірному пагорбі або схилі, який був забудований в основному в 1970-х і 1980-х роках. З самого початку в цьому районі також планувалися різні школи.
- Промислова зона Поле розторопші (Distelfeld) лежить на сході, промислова зона Господарство Фрідріха (Friedrichshof) — на північному сході Геддесдорфа.